# Löftaskog
Löftaskog is een plaats in de gemeente Varberg in het landschap Halland en de provincie Hallands län. De plaats heeft 226 inwoners (2005) en een oppervlakte van 62 hectare.